# Andrés Hurtado
José Andrés Hurtado Cheme, mais conhecido como Andrés Hurtado (Santo Domingo, 23 de dezembro de 2001) é um futebolista equatoriano que atua como lateral-direito. Atualmente, joga pelo Red Bull Bragantino.

## Carreira
Nascido em Santo Domingo, Equador, Hurtado começou sua carreira na base do Independiente del Valle, tendo chegado com 15 anos no clube junto com Léo Realpe. Passando através das categorias de base, sua estreia profissional ocorreu em 2019 e em 2020, fez parte do elenco campeão da Libertadores Sub-20, tendo concedido a assistência para o primeiro gol de seu time, que venceu por 2–1 o River Plate.
Porém, só foi se firmar no time principal em na temporada 2021, atuando em 34 partidas (31 como titular), tendo feito um gol e distribuido eis assistências no período. Seu primeiro e único gol pelo Del Valle foi em 3 de maio de 2021, na derrota por 2–1 para o Manta FC na 10.ª rodada do Campeonato Equatoriano de 2021, tendo feito parte do elenco que conquistou pela primeira vez o torneio na história do clube, batendo o Emelec por 4–2 no agregado (1–1 na ida e 3–1 na volta).

### Red Bull Bragantino

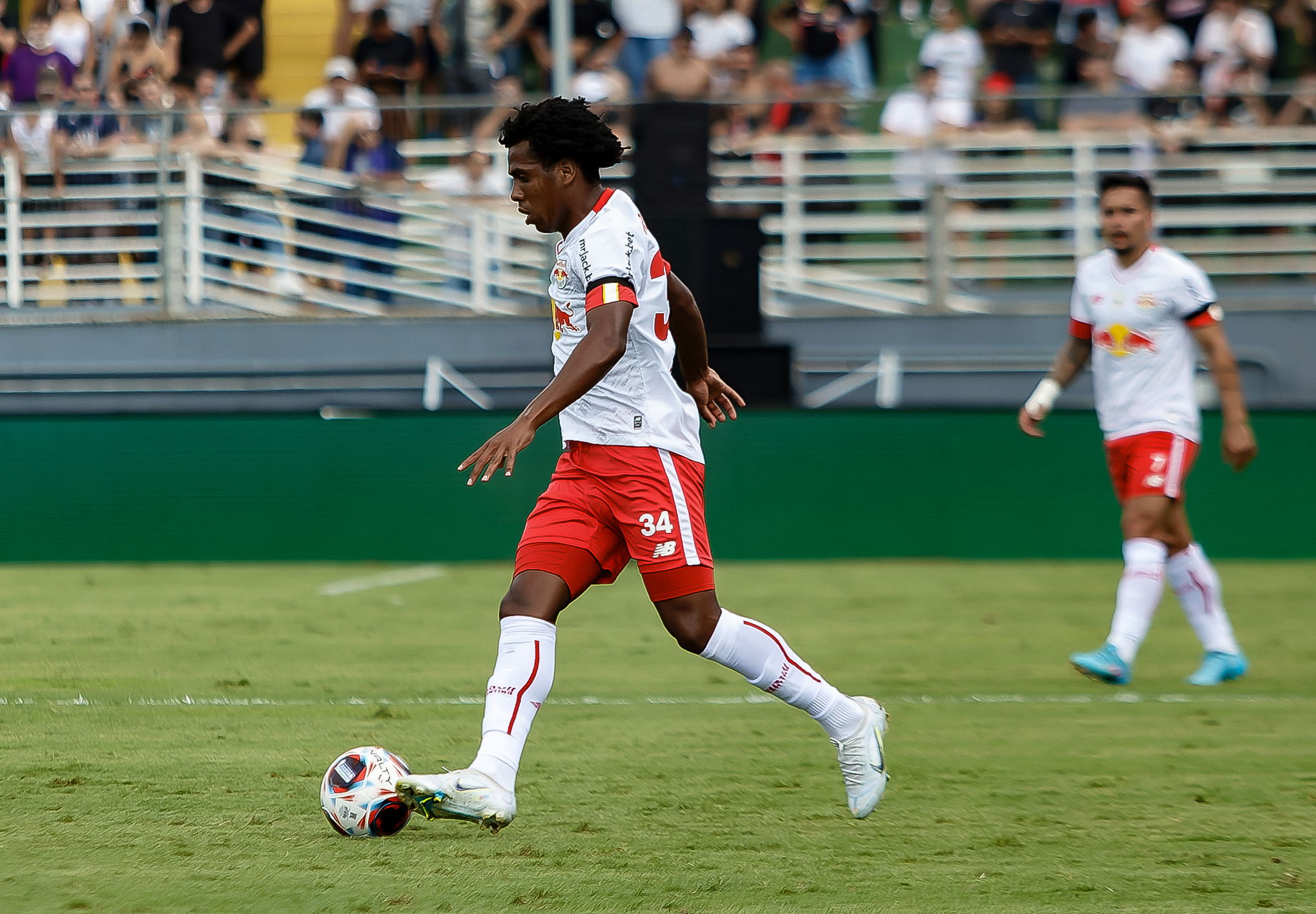
Hurtado em atuação pelo Bragantino em 2023

Foi anunciado como novo reforço do Red Bull Bragantino em 18 de janeiro de 2022, assinando contrato até dezembro de 2026 e com os valores da transferência mantidos em sigilo. Fez sua estreia pelo Massa Bruta em 3 de fevereiro de 2021, na vitória por 4–3 sobre São Paulo, válido pela 3ª rodada do Campeonato Paulista.
Fez seu primeiro gol pelo Massa Bruta em 6 de abril de 2022, fazendo o segundo gol da vitória por 2–0 sobre o Nacional.

## Seleção Equatoriana
Em 10 de junho de 2021, Hurtado foi um dos 23 convocados para representar a Seleção Equatoriana na disputa da Copa América de 2021.  Sua estreia ocorreu em 5 de setembro de 2021, no empate de 0–0 com o Chile em jogo válido pelas Eliminatórias da Copa do Mundo de 2022, tendo jogado 57 minutos.
Em 9 de outubro, foi convocado para o jogo contra a Venezuela devido a lesão de Byron Castillo.

## Estilo de jogo
Visto como uma das promessas do futebol equatoriano, Hurtado tem como características lançamentos muito precisos, tendo também uma presença frequente na linha de fundo e muita velocidade, seu principal fundamento. Apesar de não ser um atleta de extrema força, busca compensar sendo inteligente e pensando bastante nas jogadas antes de executá-las.

## Estatísticas
Atualizado até 12 de abril de 2022.

### Clubes
| Clube                   | Temporada         | Campeonato Nacional | Campeonato Nacional | Campeonato Nacional | Copa Nacional[a] | Copa Nacional[a] | Copa Nacional[a] | Competições Continentais[b] | Competições Continentais[b] | Competições Continentais[b] | Outros Torneios[c] | Outros Torneios[c] | Outros Torneios[c] | Total | Total | Total   |
| Clube                   | Temporada         | Jogos               | Gols                | Assist.             | Jogos            | Gols             | Assist.          | Jogos                       | Gols                        | Assist.                     | Jogos              | Gols               | Assist.            | Jogos | Gols  | Assist. |
| ----------------------- | ----------------- | ------------------- | ------------------- | ------------------- | ---------------- | ---------------- | ---------------- | --------------------------- | --------------------------- | --------------------------- | ------------------ | ------------------ | ------------------ | ----- | ----- | ------- |
| Independiente del Valle | 2014              | 1                   | 0                   | 0                   | —                | —                | —                | —                           | —                           | —                           | —                  | —                  | —                  | 1     | 0     | 0       |
| Independiente del Valle | 2015              | 1                   | 0                   | 0                   | —                | —                | —                | —                           | —                           | —                           | —                  | —                  | —                  | 1     | 0     | 0       |
| Independiente del Valle | 2016              | 26                  | 1                   | 4                   | 7                | 0                | 2                | —                           | —                           | —                           | 0                  | 0                  | 0                  | 34    | 1     | 6       |
| Independiente del Valle | Total             | 28                  | 1                   | 4                   | 7                | 0                | 2                | 0                           | 0                           | 0                           | 0                  | 0                  | 0                  | 36    | 1     | 6       |
| Red Bull Bragantino     | 2022              | 1                   | 0                   | 0                   | 0                | 0                | 0                | 1                           | 1                           | 0                           | 10                 | 0                  | 0                  | 12    | 1     | 0       |
| Red Bull Bragantino     | Total             | 1                   | 0                   | 0                   | 0                | 0                | 0                | 1                           | 1                           | 0                           | 10                 | 0                  | 0                  | 12    | 1     | 0       |
| Total na Carreira       | Total na Carreira | 29                  | 1                   | 4                   | 7                | 0                | 2                | 1                           | 1                           | 0                           | 10                 | 0                  | 0                  | 48    | 2     | 6       |

- a. ^ Jogos da
- b. ^ Jogos da Copa Sul-Americana e Copa Libertadores da América
- c. ^ Jogos do Campeonato Paulista

### Seleção

#### Principal
| N. | Data                  | Local                                       | Resultado | Adversário | Gols | Assist. | Competição                             |
| -- | --------------------- | ------------------------------------------- | --------- | ---------- | ---- | ------- | -------------------------------------- |
| 1. | 5 de setembro de 2021 | Estádio Rodrigo Paz Delgado, Quito, Equador | 0–0       | Chile      | 0    | 0       | Eliminatórias da Copa do Mundo de 2022 |

## Títulos

### Independiente del Valle

#### Base
- Copa Libertadores da América Sub-20: 2020[carece de fontes?]

#### Profissional
- Campeonato Equatoriano de Futebol: 2021[carece de fontes?]